# Mechaniczny rycerz

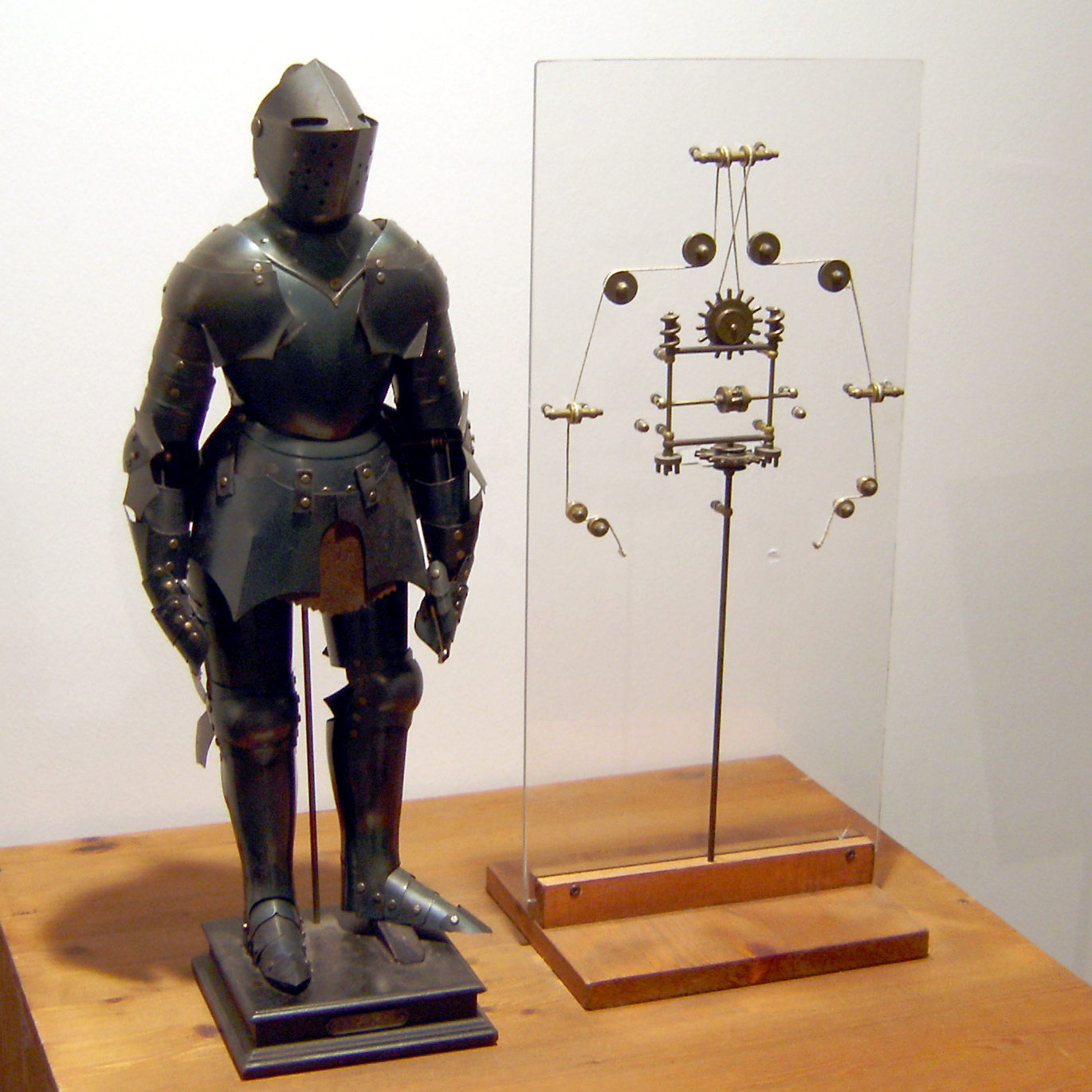
Model robota Leonarda da Vinci z wewnętrznym mechanizmem

Mechaniczny rycerz – automat zaprojektowany przez Leonarda da Vinci. Uchodzi on za jeden z pierwszych znanych robotów humanoidalnych w historii techniki.
Mechaniczny rycerz ubrany w średniowieczną niemiecko-włoską zbroję został zaprojektowany ok. 1495 roku. Według projektu rycerz miał siadać, kręcić głową, otwierać i zamykać usta, poruszać rękoma i podnosić przyłbicę. Mechanizm opierał się na serii dźwigni, kabli, korb i przekładni. Nie wiadomo, czy model został zbudowany pod koniec XV wieku. Automat mógł być użyty podczas uroczystości organizowanych przez księcia Mediolanu Ludwika Sforzę.
Szkic przedstawiający mechanicznego robota wzbudził zainteresowanie w latach 50. XX wieku. W 2002 roku robotyk Mark Rosheim zbudował model rycerza, wzorowany na notatkach Leonarda. Robot był funkcjonalny.